# Liuliping (köpinghuvudort i Kina, Hubei Sheng, lat 32,53, long 110,98)
Liuliping (kinesiska: 六里坪, 六里坪镇) är en köpinghuvudort i Kina. Den ligger i provinsen Hubei, i den centrala delen av landet, omkring 380 kilometer nordväst om provinshuvudstaden Wuhan. Antalet invånare är 47 148. Befolkningen består av 22 706 kvinnor och 24 442 män. Barn under 15 år utgör 15,0 %, vuxna 15-64 år 76 %, och äldre över 65 år 7,0 %.
Runt Liuliping är det ganska tätbefolkat, med 160 invånare per kvadratkilometer. Närmaste större samhälle är Shiyan, 18,8 km väster om Liuliping. I omgivningarna runt Liuliping växer i huvudsak blandskog.
Genomsnittlig årsnederbörd är 980 millimeter. Den regnigaste månaden är augusti, med i genomsnitt 203 mm nederbörd, och den torraste är januari, med 9 mm nederbörd.